# Жизнь морских обитателей
«Жизнь морских обитателей»  (кит. 海洋动物, Hai yang dong wu) — китайский фильм 2019 года, снятый режиссёром-дебютантом Чжаном Чи. Участник основного конкурса XLI Московского международного кинофестиваля, где получил спецприз жюри.

## Сюжет
Господин Чжу, некогда популярный актёр кино,  оставляет свою размеренную жизнь и отправляется на далёкий остров, где когда-то давно познакомился с горячо любимой им женой. Та исчезла несколько лет назад, и с тех Чжу бесконечно одинок. На острове он знакомится с несколькими женщинами, а с   управляющей танцевальным клубом даже заводит роман. В остальное время он меланхолично передвигается по улочкам и набережной острова, фиксируя на старый фотоаппарат всё вокруг.

## В ролях
- Чжу Хунян
- Линь Сюань
- Сун Сун
- Инь Чжихун
- Чжоу Цзыхао
- Сунь    Чжэнлин

## Критика
- Валерий  Кичин («Российская газета»): Похоже, в Китае появился свой Антониони — но во всеоружии нежнейшей цветовой палитры и обволакивающего, как бы интимного звука. Автор фильма — художник, и его фильм эстетский[4].

- Анастасия Седова («Собеседник»): Это  невероятно поэтичный и эстетически совершенный фильм... Нелинейная структура, где флешбэки и вырванные из прошлого фразы смешиваются с событиями в настоящем, образами из детства и фантазиями главного героя, оставляет много пространства для трактовок «Жизни морских обитателей», которая в своей поэтизации человеческого одиночества и тёмных подсознательных желаний достигает уровня Триера, Гойи и Линча[5].